# Entropia radiației electromagnetice
Pentru un câmp de radiație suficient de neregulat se poate extinde în fizica clasică noțiunea de entropie folosită în termodinamica substanței. Se vorbește atunci despre entropia radiației electromagnetice. Ne mărginim în acest articol numai la tratamentul clasic al entropiei.

## Entropia radiației într-o cavitate închisă
După legile lui Kirchhoff, în interiorul unei cavități opace și închise, ținută la temperatura T, se găsește radiație electromagnetică izotropă, omogenă și nepolarizată, a cărei densitate de energie u depinde numai de temperatură: u=u(T). Radiația exercită o presiune p asupra pereților cavității și poate efectua un lucru mecanic asupra exteriorului. Ea poate fi privită ca un "obiect" termodinamic cu volumul V drept parametru extensiv (geometric) și pentru care se poate scrie, la o deplasare infinitezimală, :

   unde dQ este caldura primita de la peretii recipientului, iar dS este entropia pierdută de pereți sau câștigul de entropie al radiației. ( La sfârșitul secolului XIX noțiunea de "eter", ca suport al undelor electromagnetice, era încă acceptată, astfel incât "obíectul" termodinamic ar fi putut fi material).  
După ecuațiile lui Maxwell, presiunea exercitată de radiația izotropă și omogenă asupra pereților este p = u/3  . Folosind aceasta relație, condiția ca dS din ecuația (1) să fie o diferențială exactă  este:

Această ecuație permite determinarea funcției u(T) :

 cu σ o constantă, egalitate care este cunoscută sub numele de legea Stefan-Boltzmann. Funcția S(T,V) se obține acum prin integrarea ecuației (1):

 unde constanta de integrare este zero deoarece entropia se anulează la T=0 sau V=0. Este natural să numim această funcție entropia radiației electromagnetice . Ea trebuie luata in considerație alături de entropia pereților cavității atunci când se fac considerații termodinamice asupra acesteia.

Densitatea de entropie s=s(T) este:

Așa cum densității de energie u(T) îi asociem intensitatea I(T) = cu(T)/(4π), unde c este viteza luminii în vid (ecuația (5) din articolul despre legile lui Kirchhoff), intensitatea unui "curent de entropie" (definit ca entropia care este pierdută în unitatea de timp printr-un element de suprafata dS în direcția normalei sub unghi solid dΩ și raportată la dSdΩ) este:

atunci când radiația este izotropă și omogenă.

### Creșterea entropiei totale
Entropia definită de (3) are proprietatea că ea crește în procesele naturale de radiație. Aceasta nu e de la sine înțeles, deoarece definiția a fost independentă de ele. Considerăm două cazuri tipice:
- Expansiunea liberă a radiației [6]: radiația (omogenă, izotropă) se găsește la început într-o incintă complet reflectătoare de volum V, în echilibru termic cu un "grăunte" de materie (cu capacitate calorică neglijabilă) la temperatura T; izolăm sistemul complet și mărim volumul brusc la valoarea 2V.  Lucrul mecanic efectuat este nul, așa că energia totală la începutul și sfârșitul procesului este aceeași: cum energia internă a grăuntelui de materie e neglijabilă, e suficient să considerăm numai radiația: 
{\displaystyle \sigma T^{4}V=\sigma T_{f}^{4}(2V)\,}

de unde se vede că Tf= T/21/4. Entropia inițială este S (ecuația (3)), iar cea finală de: 

 așa cum e de dorit.
- Radiația suprafeței unui corp negru la temperatura T într-un spațiu vid nelimitat : energia emisă pe unitatea de timp și de suprafață este:
{\displaystyle {\frac {\Delta U}{dtdA}}=\int _{0}^{2\pi }\int _{0}^{\pi /2}{\frac {cu}{4\pi }}\cos \theta \sin \theta d\theta d\phi ={\frac {cu}{4}}={\frac {1}{4}}\sigma cT^{4}.\,}Deci pierderea corespunzatoare de entropie a corpului este:
{\displaystyle {\frac {dS_{c}}{dtdA}}={\frac {1}{T}}{\frac {\Delta U}{dtdA}}={\frac {1}{4}}\sigma cT^{3}.\,} În același timp, câștigul de entropie al radiației este:
{\displaystyle {\frac {dS_{R}}{dtdA}}=\int _{0}^{2\pi }\int _{0}^{\pi /2}I_{s}\cos \theta \sin \theta d\theta d\phi ={\frac {cs}{4}}={\frac {1}{3}}\sigma cT^{3},\,} astfel incât variația totală de entropie (pe unitatea de timp și de suprafață) este:
{\displaystyle {\frac {d\Delta S}{dtdA}}={\frac {1}{12}}\sigma cT^{3}>0.\,}

Deci actul ireversibil de radiație duce într-adevăr la creșterea entropiei. Dacă spațiul în care e emisă radiația nu e nelimitat, discuția este mai complicată, deoarece radiația poate fi reflectată, din nou absorbită și eventual reemisă de corp

## Entropia radiației într-un interval de frecvențe
Intr-o lucrare  cunoscută mai ales pentru discuția "legilor de deplasare", W.Wien (1894) a arătat cum se pot extinde în mod natural noțiunile de temperatură si entropie la radiația omogenă și izotropă cuprinsă într-o cavitate oarecare și cu frecvența ν într-un interval (infinitezimal) (ν,ν+dν) (sau lungimea de undă λ=c/ν în intervalul (λ,λ+dλ). Este suficient să cunoaștem densitatea ei de energie u0 și să o comparăm cu funcția universală 

 Când 

radiația este indiscernabilă de radiația corpului negru la temperatura T în intervalul (λ,λ+dλ). Definim temperatura radiației din cavitate ca soluția acestei ecuații :

 Aceasta presupune că u(λ,T) este monotonă (de fapt crescătoare) cu T pentru orice λ . Definim densitatea de entropie (față de volum și unitatea de lungime de undă) pentru această radiație prin ecuația:

Prin integrare obtinem o functie s(u0,λ). Daca folosim pentru u(λ,T) expresia dată de legile de deplasare ale lui Wien

 unde f(x) e o funcție de o singură variabilă, și rezolvăm în raport cu T, obținem:

unde f−1 este funcția inversă a lui f din formula (W). Integrând, obținem:

Ca funcție de frecvență, (entropia unei radiații omogene și izotrope cu frecvențe cuprinse intre ν și ν+dν), obținem analog:

 Funcțiile gλ(x) și gν(x) în formulele de mai sus sunt determinate, o dată ce funcția f din (W) este cunoscută.

Definițiile se pot extinde și la fascicole de raze ale radiației cu lungimi de undă (sau frecvențe) cuprinse într-un interval infinitezimal: dacă energia emisă pe unitatea de timp și de suprafață, normal la suprafață in unghiul solid dΩ este I0, temperatura acestui fascicol este dată de ecuația:

unde I este intensitatea radiației corpului negru. Complet analog, definim intensitatea L(I0, λ) a curentului de entropie raportat la intervalul de lungimi de undă:

Cu aceste definiții, se poate arăta că, în cursul comprimării radiației într-o incintă complet reflectătoare cu volumul inițial V, nu numai entropia totală rămâne constantă, dar chiar și entropia unui interval (λ,λ+Δλ) de lungimi de undă. Acest proces este discutat la deducerea legilor de deplasare ale lui Wien. Într-adevăr, se arată în acest articol că în timpul comprimării (i) V/λ3 e constant și (ii)lărgimea Δλ a intervalului se modifică astfel incât Δλ/λ ramâne constant . Atunci pentru entropia ΔS a radiației din acest interval:

Primii doi factori ai produsului sunt constanți în cursul procesului; λ5 u este o funcție numai de λT  și deci, după (3) de (λ3/V)1/3, deci constant .

### Alte exemple
Verificam acum că entropia "parțială"(referitoare la un interval de frecvențe (sau lungimi de undă)) definită mai sus are aceleasi proprietăți ca cea globală:
1. Creșterea entropiei la destindere: practic, trebuie să ne imaginăm radiația izolată într-un înveliș metalic, al carui volum il mărim brusc; radiația finală este tot omogenă și izotropă. Folosim faptul că, pentru fiecare frecvență ν, T1>T2 implica u(T1) ≥ u(T2)(aceasta este o consecință a principiului al doilea al termodinamicii) Atunci, presupunand V1 < V2:
{\displaystyle S_{1}=V_{1}\int _{0}^{U/V_{1}}{\frac {du}{T(u,\nu )}}=\int _{0}^{U}{\frac {dU}{T(U/V_{1},\nu )}}<\int _{0}^{U}{\frac {dU}{T(U/V_{2},\nu )}}=S_{2}\,} deoarece, daca u1>u2, T(u1) > T(u2).
2. Radiația emisă de un corp oarecare: Temperatura radiației emise de un corp care nu e negru cu temperatura T este  totdeauna mai mică decât T (la temperatură dată a emițătorului, temperatura maximală a radiației este aceea a celei emise de corpul negru). Într-adevăr, deoarece pentru un corp care nu e negru, absorptivitatea este mai mică decât 1, are loc relația: E(ν,T) < I(ν,T), unde E(ν,T) este emisivitatea materialului iar I(ν,T) este intensitatea radiației corpului negru. Temperatura TE a radiației emise este soluția ecuației: 
{\displaystyle E(\nu ,T)=I(\nu ,T_{E}).\,} Monotonia lui I(ν,T) față de T implică TE < T.
3. Cresterea entropiei în procesul radiației: Considerăm un corp negru la temperatura T în vacuum nelimitat: acesta va emite radiație; arătăm că acest proces corespunde unei creșteri a entropiei sistemului corp plus radiație. Într-adevăr, pierderea de entropie a corpului este I(ν,T)/T pe unitatea de suprafață, de timp, de frecvență și de unghi solid. Curentul de entropie în vacuum  este, după (L):
{\displaystyle L(I)=\int _{0}^{I}{\frac {dI'}{T(I',\nu )}}.\,} Deoarece pentru I' < I, T(I') < T(I),
{\displaystyle -{\frac {I}{T}}+\int _{0}^{I}{\frac {dI'}{T(I',\nu )}}>0,\,} așa cum am anunțat. Dacă corpul emițător nu e negru, în numitorul integralei stă TE(I',ν) < T(I',ν), deci integrala este mai mare și creșterea de entropie e mai mare.
4. Corp inconjurat de radiație: În final considerăm situația unui corp negru ținut la temperatura T, înconjurat de radiație de corp negru la temperatura T' (urmând pe Max Planck[6]). Intensitatea integrată după frecvență (radianța) corpului negru este (c/4)σT4; el absoarbe integral(fiind negru) radiația de temperatura T', care are intensitatea (integrată) (c/4)σT'4. Deci pierderea [13] de entropie a corpului negru pe unitatea de timp și de suprafață este
{\displaystyle \Delta _{1}S={\frac {\sigma (T^{4}-T'^{4})}{T}}\,}. Creșterea entropiei vacuumului pe unitatea de timp și de suprafață a corpului negru este (1/3)cσ(T3 - T'3). E remarcabil că expresia totală:
{\displaystyle \Delta S=-{\frac {c\sigma (T^{4}-T'^{4})}{4T}}+{\frac {1}{3}}c\sigma (T^{3}-T'^{3})\,} este totdeauna pozitivă, egal dacă T<T' sau T>T'.  Acelasi lucru  este valabil și în fiecare interval de frecvențe, precum se poate verifica folosind argumentele de la punctele 1. și 3. :
{\displaystyle \Delta _{\nu }S=-{\frac {I(T,\nu )-I(T',\nu )}{T}}+\int _{I(T')}^{I(T)}{\frac {dI'}{T(I',\nu )}}>0.\,}

## Entropia fasciculelor polarizate
Prin aceeași procedură, comparând cu radiația corpului negru, putem atribui temperatură și entropie unui fascicol polarizat de raze. Radiația corpului negru este complet nepolarizată. Aceasta inseamnă că
(i)Valoarea medie in timp a (pătratului) proiecției câmpului electric E = (Ex,Ey,Ez) pe orice direcție din planul perpendicular pe direcția de propagare este independentă de direcția aleasă și (ii)Dacă Ex(t), Ey(t) sunt proiecțiile câmpului electric pe două direcții (numite x,y) reciproc ortogonale în acest plan, corelația temporală între ele este nulă. Fără să intrăm în detalii, dăm aici, pentru completitudine o definiție (calitativă) a incoerenței temporale:dacă:

 definim componenta analitică a lui Ex(t) 

Cu aceleași definiții pentru Ey(t), spunem că Ex(t) și Ey(t) sunt necorelate (incoherente) dacă media în timp a produsului Ex(c)*Ey(c) se anulează:

 unde ultima egalitate este o consecință a proprietăților transformatei Fourier.

Cum intensitatea medie I = <Ex2>+<Ey2>, deducem din (i) că <Ex2>=<Ey2>=I/2. Ne putem deci imagina lumina "complet nepolarizată" ca fiind echivalentă cu o superpoziție de două raze polarizate perpendicular una pe cealaltă, fiecare cu intensitatea I/2 și incoerente (proprietatea (ii)). Temperatura unui fascicol polarizat cu frecvențe intre ν si ν+dν cu intensitatea Ip se obține rezolvând ecuația 

 Curentul asociat de entropie Lp (ν,Ip) este obținut integrând

 cu T(Ip,ν) soluția ecuației de mai sus; se verifică imediat că

 Entropia care este transportată într-un timp dt printr-o suprafață dA sub unghiul θ față de normala sa în unghiul solid dΩ este atunci:

## Formula lui Planck. Ipoteza "luminii naturale"
În 1901, Planck  a propus o formulă pentru curentul de entropie în intervalul (λ,λ+dλ):

 Această formulă se obține prin integrarea ecuației (L) din §3 unde T(I,λ) este definit cu ajutorul formulei lui Planck(ecuația (1.1) a articolului). Cu această formulă se poate calcula în principiu temperatura și entropia oricărui fascicol (polarizat) de radiație

Deducerea formulei (P) conține o ipoteză: radiația corpului negru are consistența luminii naturale (termenul lui Planck). Prin aceasta înțelegem calitativ că între coeficienții Fourier ai evoluției în timp E(t) a (unei componente a) câmpului electric într-un punct oarecare nu există nici o corelație. În primă aproximație  și într-un limbaj pedant, dacă ẼA(ω) este transformata Fourier a lui E(t) restrâns la un interval (-A,A),cu A mare, atunci autocorelația  CA(ω) a lui ẼA(ω) este foarte aproape  de o funcție δ(ω) (funcția lui Dirac):

 cu B o constantă. O formulă cunoscută cu privire la transformatele Fourier arată că formula (C) implică o intensitate constantă (sau lent variabilă) a radiației în timp .
Noțiunile de entropie și temperatură a radiației, determinate cu ajutorul formulei lui Planck (P), pot fi aplicate numai dacă fascicolul de radiație considerat îndeplinește o condiție de "totală neregularitate", aproximând într-un fel ecuația (C). Aceasta este o limitare serioasă a câmpurilor electromagnetice pentru care poate fi folosită. În general, se presupune că radiația emisă de un corp oarecare satisface cu bună aproximație ecuația (C).

## Coerența. Formulele lui Laue

Fig.1:Fascicolul e împărţit în două de P: I=I_{1}+I_{2} şi, la prima vedere, L < L_{1}+L_{2}

Atribuirea entropiei la un sistem de mai multe fascicole de raze polarizate are însă dificultăți: dacă două fascicole sunt separate spațial și li se pot atribui separat entropiile L(I1), L(I2), este entropia totală L(I1) + L(I2) sau L(I1+I2)?: aici istoria fascicolelor joacă un rol: se poate ca fascicolul emis de un corp oarecare să fi fost "prelucrat" între timp, de exemplu să fi fost lăsat să treacă printr-o oglinda semitransparentă (vezi Fig.1). Cele două fascicole care apar, depărtate spațial, nu sunt independente: când sunt din nou suprapuse, ele interferă. Dificultățile care apar în atribuirea entropiei sunt descrise în câteva articole ale lui Max von Laue, atunci asistent al lui Max Planck. Să considerăm un fascicol de raze, incident asupra unei oglinzi semitransparente: suma intensităților celor două fascicole rezultante este egală cu intensitatea inițială (Fig.1). Cu ajutorul formulei (P) de mai sus se poate vedea că suma entropiilor celor două fascicole este mai mare decât entropia inițială, ceea ce pare să arate că procesul de împărțire a fascicolului este ireversibil. Max von Laue arată însa că se poate imagina un procedeu de suprapunere a celor doua raze, astfel incât să recăpătăm din nou fascicolul inițial. Fără să intrăm în detalii, aceasta se poate face cu ajutorul unor oglinzi și unghiuri de incidență judicios alese, astfel incât să obținem o interferență "destructivă" într-una din cele două perechi de fascicole emergente (în stânga în Fig.2) și "constructivă" în cealaltă (în dreapta). Fig.2 reproduce drept exemplu aranjamentul propus de Laue Deducem de aici că procesele de "prelucrare" ale fascicolului (de exemplu impărțirea lui în două) sunt de fapt reversibile și entropia fascicolelor, dacă este corect definită, trebuie sa rămână constantă și egală cu a fascicolului inițial, în opoziție cu calculul de mai sus. Concluzia lui Max von Laue a fost că principiul aditivității entropiei pentru obiecte separate spațial trebuie abandonat: în întreg procesul de despărțire și recombinare, curentul de entropie rămâne neschimbat: 

Dificultatea este evident că, după despărțire, fascicolele nu mai sunt independente, ci sunt coerente; după mai multe reflexii, eventual pe materiale care emit apreciabil în același interval de frecvențe, ele rămân cel puțin parțial coerente; entropia totală trebuie să depindă deci, în afară de intensitățile celor două fascicole și de un parametru care să descrie coerența lor. Anume, pentru totală incoerență, (cum putem să presupunem că se intâmplă de exemplu pentru două fascicole emise în puncte diferite ale unei suprafețe), entropia totală este suma entropiilor, iar pentru coerență totală este L(I1+I2). O formulă explicită, care să facă trecerea între aceste două extreme este dată de Laue: 

 Aici parametrul j este un număr pozitiv cuprins între 0 și 1, limite care corespund respectiv la totală incoerență și coerență. Pentru o descriere cantitativă a lui j, presupunem că f(t), g(t) sunt oscilațiile produse într-un punct de două unde plane, conținând frecvențe în același interval Δν iar f(c)(ω),g(c)(ω) transformatele Fourier ale componentelor lor analitice (cf. (F2)). Putem scrie atunci:

  unde K este o constantă complexă iar h(t) este incoerent cu f(t), în sensul ecuației (F3) (adică h(c)(ω) e"ortogonal" pe f(c)(ω)). Atunci:

  unde am definit coeficientul j. Pentru un sistem de trei fascicole, situația se complică corespunzător (numărul de corelații posibile crește și în consecință numărul de parametri necesari).
Rezultatele lui Laue capătă o interpretare naturală folosind definiția entropiei în mecanica cuantică 

## Remarci istorice și fizice
Faptul că radiația termică exercită o presiune asupra pereților incintei care o conține a fost dedus din considerente termodinamice - de compatibilitate cu principiul al doilea al termodinamicii -  independent de ecuațiile lui Maxwell, de către Adolfo Bartoli . Raționamentul lui ingenios a fost preluat de către Boltzmann , care, folosind legea lui Stefan, a dedus chiar faptul ca presiunea radiației este p=u/3 (u este densitatea de energie electromagnetică); puțin mai tarziu   el a inversat argumentația, deducând legea lui Stefan din formula pentru presiune a lui Maxwell.

### Reversibilitatea procesului de radiație
Construcția unei funcții care, în procesul de stabilire a echilibrului între materie și radiație, să fie monoton crescătoare - și deci să poată fi considerată drept o extindere naturală a entropiei termodinamice - l-a preocupat mulți ani (începând din 1896) pe Max Planck. Soluția prezentată la sfârșit (vezi articolul despre formula lui Planck)- impusă parțial de datele experimentale - a fost revoluționară și a însemnat începutul mecanicii cuantice. O privire atentă arată însă că demonstrația lui Max Planck că entropia crește este deschisă la aceleași obiecții ca și demonstrația precedentă a lui Boltzmann de creștere a entropiei unui gaz, bazată pe mecanica clasică. Într-adevăr, procesul elementar de emisie a radiației admite și un proces invers în timp de absorbție, drept consecință a faptului că ecuațiile lui Maxwell sunt simetrice (cu anumite schimbări de semn ale câmpurilor) la inversarea timpului. Deci se poate pune întrebarea cum de se poate "demonstra" că entropia are o variație în timp cu un semn definit? Răspunsul trebuie căutat în ipotezele suplimentare ale demonstrației. Una dintre acestea (vezi articolul despre Rezonatorul lui Planck) este ipoteza (C) a "luminii naturale" de totală lipsă de corelație a coeficienților Fourier ale variației câmpurilor în timp.  Max Planck a admis acest punct de vedere ca urmare a unor critici ridicate la adresa lui de L.Boltzmann . În concluzie, această condiție de neregularitate totală este implicită în atribuirea entropiei la un fascicol de radiație folosind formula lui Planck (P).
Tratamentul matematic corect al coerenței și autocorelației semnalelor luminoase "naturale" (sau "albe") este dificil și legat în mod natural de teoria proceselor stocastice (generalizate), dezvoltată mulți ani după lucrările lui Max Planck. În lucrările sale, el utilizează numai serii Fourier împreună cu considerații foarte atente ale ordinelor de mărime în joc.

### Aplicații
Descrierea unui câmp arbitrar de radiație cu ajutorul entropiei și temperaturii se dovedeste a fi foarte dificilă: fiecare fascicol poate avea o temperatură diferită; coerența parțială a diferitelor fascicole face ca atribuirea unei entropii să fie foarte complicată (vezi formula (L)).De aceea tratatele prezente (cu direcție mai ales inginereasca) asupra radiației termice  ignoră această temă complet. Argumentele elegante ale lui Max v.Laue au fost recapitulate de curand 
Noțiunea de "temperatură a radiației" este folosită în mod curent în astronomie și cosmologie. Fiecărui obiect luminos (sau emițător de unde radio) i se atribuie ca mai sus o temperatură de radiație ca măsură a intensității undelor electromagnetice care ne parvin de la el. Dar cea mai cunoscută "frază" recentă în acest context este Radiația cosmică de fond de 3 K (de fapt 2,75 K). Aceasta este o radiație, omogenă și izotropă în primă aproximație, prezentă în întreg universul. Ea este interpretată ca provenind dintr-o radiație în echilibru termic cu materia (deci o radiație de "corp negru") în stagiile inițiale ale universului și apoi (după aglomerarea materiei în galaxii) aflată în destindere adiabatică (deci cu entropie constantă) în procesul de expansiune a universului . Ea se "răcește" atunci după ecuația (3).
Analogia entropiei radiației termice cu aceea a unui gaz este limitată:  Pentru radiație cu o distribuție arbitrară de energie după frecvențe și cuprinsă într-o încăpere complet reflectătoare, nu există (clasic) nici un mecanism care să-i permită modificarea entropiei. Numai interacția cu un corp material - e suficient "un grăunte" - poate face entropia să crească. Un gaz are în contrast un mecanism natural  - al ciocnirilor moleculare (ignorăm  dificultățile teoretice) - care face ca entropia să atingă rapid starea de echilibru (de maximum al entropiei).
Totuși numai prin introducerea acestui concept poate fi descrisă termodinamica unor procese zilnice, ca emisia luminii de către un bec!